# James P. Jimirro
James P. Jimirro, parfois crédit sous le nom Jim Jimirro, est un directeur d'entreprise, membre de plusieurs conseils d'administration et actif dans plusieurs établissements universitaires principalement dans le domaine de la musique. Il est reconnu pour sa carrière chez Disney ayant fondé et développer Disney Channel et la relance de la franchise National Lampoon. Il est membre votant des Oscars et des Grammys.

## Biographie
James P. Jimirro est né en 1937 à Donora en Pennsylvanie. Son père trouve un travail à la Metropolitan Life Insurance Company et la famille dont il est le seul enfant déménage à Pittsburgh. Il fait ses études dans la radio et la télévision à l'Université d'État de Pennsylvanie et obtient un master en communication de masse à l'Université de Syracuse,,.
En 1963, il déménage à Philadelphie et travaille comme directeur des programmes, en réalité animateur radio, de la station WPBS, la station du Philadelphia Bulletin (en). la station est ensuite rachetée par Columbia Broadcasting System qui la rebaptise WCAU. En 1965, il travaille donc pour CBS dans le service commercial et marketing à New York principalement pour les programmes éducatifs.
Au début de l'année 1973, il est approché par Richard Irvine qui lui propose de diriger la division internationale de Disney, désormais connue sous le nom Walt Disney International. Jimirro n'est pas prêt à déménager en Californie et comme le marché de Disney International est plutôt orienté vers l'Europe, il accepte à condition d'avoir des bureaux à New York. Il débute en octobre 1973 avec des locaux au 477 Madison Avenue, à côté du Rockefeller Center.
Il est à la tête de la filiale Walt Disney Educational Productions de Walt Disney Productions. Mais Richard Irvine prend sa retraite fin 1973 et en mai 1974, Jimirro accepte de rejoindre la Californie. La filiale dont il est le directeur est cantonnée à des activités de niches comme les films en 8 mm, la location des films en 16 mm à des clubs cinématographiques ou des églises et des films éducatifs. Il devient le vice-président exécutif de Walt Disney Educational en 1974. C'est avec le développement de la vidéo et des chaînes câblées que l'activité de la filiale évolue. En 1977, il demande à changer de domaine. C'est en 1977, où les chaînes HBO (1976) et Showtime (1972) débutent, que l'idée de créer une chaîne de télévision Disney émerge. Jimirro se souvient avoir présenté en mai 1977 avec Art Reynolds un projet intitulé Disney Satellite Network à la direction de Disney mais le coût du projet EPCOT a retardé l'entrée de Disney sur le marché des chaînes payantes.
En 1979, il participe au projet d'entrer sur le marché des vidéocassettes avec Fotomat.
En 1980, il est nommé président de Walt Disney Home Video qui vient d'être créée.
En 1982, il est nommé vice-président chargé des communications de Walt Disney Productions et participe à la création de Disney Channel. Il est le premier président de cette filiale fondée en 1983. Il travaille aussi pour la filiale Walt Disney Home Video de 1979 à 1985,. Pour Disney Channel, il est crédité de la création et le lancement le plus rapide d'un service de télévision payant mais aussi des premiers programmes interactifs,. Il lance le magazine associé à la chaîne The Disney Channel Magazine. Pour le marché de vidéos, il propose plusieurs innovations dont la première campagne de marketing directement sur support vidéocassettes,. Officiellement il est le président de Walt Disney Telecommunications, anciennement Walt Disney Media Company, qui regroupe alors les intérêts de Disney dans les autres médias que le cinéma et la télévision hertzienne. Parmi les filiales de cette division, dont Jimirro est aussi le président, il y a Walt Disney Home Video, Disney Channel, Walt Disney 8mm et Walt Disney Non‑Theatrical.
En juin 1985, il démissionne de ses postes chez Disney en raison d'un différend avec le nouveau PDG, Michael Eisner,.
En 1991, il fonde sa propose société nommée J2 Communications et achète le magazine National Lampoon. Il devient membre du conseil d'administration du National Lampoon et relance la franchise, en produisant plusieurs films.
Il est aussi membre votant de l'Academy of Motion Picture Arts and Sciences desservant les Oscars , et de l'Académie nationale des arts et des sciences desservant les Grammys,,.
En 2003, il aide à la création du The Jimirro Institute For The Study Of Media Influence au sein de l'Université d'État de Pennsylvanie. Passionné de musique, il a créé un site internet Jim J’s Jukebox, aussi le titre d'un documentaire. Il participe à de nombreux magazines dans le domaine de la musique,. Il enseigne aussi au sein de la 92nd Street Young Men's and Young Women's Hebrew Association,.
En 2017, il vend sa société J2 Communications. Par la suite il fait un don d'un million de dollar au Paley Center for Media pour un programme annuel lié aux médias.
En 2020, il lance un nouveau projet intitulé J2 Spotlight pour produire des comédies musicales sur Broadway.

## Filmographie
- 1988 : Your Alcohol I.Q.  (court-métrage documentaire) : producteur exécutif
- 1988 : Teen Steam  (Video) : producteur exécutif
- 1993 : Alarme fatale : producteur exécutif
- 1994 : Attack of the 5 Ft. 2 In. Women (en)  (téléfilm) : producteur exécutif
- 1995 : Alarme totale : producteur exécutif
- 1995 : Favorite Deadly Sins (en)  (téléfilm) : producteur exécutif
- 1997 : Papa craque (en)  (téléfilm) : producteur exécutif
- 1997 : The Don's Analyst (téléfilm) : producteur exécutif